# 卡斯特略特
卡斯特略特，是西班牙阿拉贡自治区特鲁埃尔省的一个市镇。总面积233平方公里，总人口802人（2001年），人口密度3人/平方公里。